# Anna Opel (Schriftstellerin)
Anna Opel (geboren 1967 in Limburg an der Lahn)  ist eine deutsche Schriftstellerin und Übersetzerin.

## Werdegang
Anna Opel schreibt Prosa und Recherchen und produziert Audiowalks. Sie studierte Theaterwissenschaft und Geschichte und promovierte 2001 mit Sprachkörper: zur Relation von Sprache und Körper in der zeitgenössischen Dramatik – Werner Fritsch, Rainald Goetz, Sarah Kane an der FU Berlin. Nach ihrem Studium arbeitete sie zunächst als Dramaturgin. Bekannt geworden ist sie durch ihren Protokollband Guten Morgen, du Müde (2005), in dem berufstätige Mütter aus Ost- und Westdeutschland über ihr Leben berichten. Das Buch steht in der Tradition von Maxie Wanders Guten Morgen, du Schöne. Protokolle nach Tonband. 2007 entstand eine Hörspielfassung von Guten Morgen, du Müde.
Ihr Roman RUTH.Moabit erschien im März 2019 im unabhängigen Verlag edition.fotoTAPETA. Im selben Jahr realisierte sie mit Förderung des Berliner Senats gemeinsam mit der Schriftstellerin Ruth Johanna Benrath in Koproduktion mit der Rosa-Luxemburg-Stiftung einen literarischen Audiowalk zu Rosa Luxemburg. Ihre Recherchen zu Albrecht Haushofer erscheinen im Herbst 2020 bei edition.fotoTAPETA und als Audiowalk im Auftrag der Gedenkstätte Deutscher Widerstand. 
Als Theaterübersetzerin überträgt sie u. a. Werke der preisgekrönten amerikanischen Dramatiker Tracy Letts, Christopher Durang und David Lindsay-Abaire in die deutsche Sprache. Anna Opels journalistische Texte über Theater und Film erscheinen u. a. in Der Freitag, Theater der Zeit, Die Deutsche Bühne und dem Missy Magazine.

## Werke
Prosa
- 2019: RUTH.Moabit, Roman, edition.fotoTAPETA
- 2020: Recherche Haushofer. Annäherung an den Autor der Moabiter Sonette, edition.fotoTAPETA

Übersetzungen (Auswahl)
- 2008: Eine Familie (August: Osage County) von Tracy Letts, S.Fischer Theater
- 2013: Wanja und Sonja und Mascha und Spike (Vanya and Sonja and Masha and Spike) von Christopher Duran.  S. Fischer Theater
- 2015: Mittelschichtblues (Good People) von David Lindsay-Abaire, Felix Bloch Erben
- 2016: Eine Frau (Mary Page Marlowe) von Tracy Letts, S. Fischer Theater
- 2018: Linda Vista (Wheeler) von Tracy Letts, S. Fischer Theater
- 2019: Die Traumdeutung von Sigmund Freud, Dead Centre, Burgtheater Wien

Audiowalks
- 2019: Ich war, ich bin, ich werde sein. Rosa Luxemburg auf der Spur. Ein Audiowalk durch den Tiergarten, (mit Ruth Johanna Benrath), Komposition: Clara Gervais, Rosa-Luxemburg-Stiftung
- 2020: Spurensuche Albrecht Haushofer. Ein Audiowalk auf dem Moabiter Werder. (mit Ruth Johanna Benrath), Komposition: Thomas Böhm-Christl. Gedenkstätte Deutscher Widerstand

Erzählendes Sachbuch
- 2005: Guten Morgen, du Müde. Berufstätige Mütter erzählen, Schwarzkopf & Schwarzkopf

Essay
- 2018: Schluss mit der dienenden Rolle, nachtkritik (Juni)
- 2020: Auszeit vom Prinzip Unterwerfung, Die Deutsche Bühne (Mai-Heft)

Dokumentarhörspiel
- 2007: Guten Morgen, du Müde. Berufstätige Mütter erzählen. Mit Carolin Karnuth, Bettina Kerl und Eva Meckbach. Komposition: Alcalica. Regie: Patrick Conley.